# HENARE
HENARE（ヘナレ、1992年8月5日 - ）は、ニュージーランドの男性プロレスラー。オークランド出身。新日本プロレス所属。旧リングネームに「アーロン・ヘナーレ（Aaron Henare）」などがある。

## 来歴
2012年、プロレスデビュー。地元オークランドを拠点とするインパクト・プロレスリング（Impact Pro Wrestling、略称 : IPW）を中心に活動し、同団体のタッグチーム王座に戴冠している。その後、オーストラリア、イギリス、アイルランドを転戦していき、2016年に新日本プロレスに入門を果たす。
9月1日、新宿FACEにて開催されたLION'S GATE PROJECT3の舞台で、リングネームをヘナーレ（Henare）と改めて、プロレスリング・ノア所属のクワイエット・ストームを相手に新日本デビュー戦を飾った。
11月、新日本が主催するタッグリーグ戦、WORLD TAG LEAGUEに中西学とのタッグで出場した。
2017年2月21日、後楽園ホール大会の第1試合で岡倫之との対戦中に左足のアキレス腱を負傷。試合はレフェリーストップとなり、そのまま担架でバックステージに搬送された。以降治療のため長期欠場となる。欠場中はバッドラック・ファレがニュージーランドで経営している道場にてトレーニングをしている様子がSNS等で確認されている。
11月、WORLD TAG LEAGUEにて復帰し、真壁刀義をパートナーとして公式戦にエントリーした。結果は自身がピンフォールを奪われる形での敗戦が続くが、最終戦となるデビッド・フィンレー&北村克哉組との試合で真壁が北村からピンフォールを奪い、1勝6敗で終了した。
2018年1月4日、リングネームをトーア・ヘナーレに改名。コスチュームをニュージーランドの先住民をモチーフにしたものへ変更し、東京ドーム大会の第0試合に出場した。
2021年4月4日、SAKURA GENESISにて、グレート-O-カーン、ジェフ・コブのパートナーXとして姿を現し、UNITED EMPIREに加入並びにリングネームをアーロン・ヘナーレに改名することを表明した。
2022年7月、G1CLIMAX32にエントリー。1勝6敗=2点の成績で予選敗退。
2023年6月4日、G1CLIMAX33にエントリーされることが発表された。
2023年7月16日、G1CLIMAX33の初戦において、マオリ族のタトゥーを施したスキンヘッド姿で登場。リングネームをHENAREに改名した。
2024年11月4日、グレート-O-カーンをパートナーにIWGPタッグ王座＆STRONG無差別級タッグ王座のタッグ2冠王者であるマイキー・ニコルス＆シェイン・ヘイスト組が持つIWGPタッグ王座に挑戦し勝利。第105代 IWGPタッグ王座を奪取した。

## 得意技
ランペイジ
ブラックアウト

## タイトル歴
新日本プロレス
- NEVER無差別級王座（第45代）

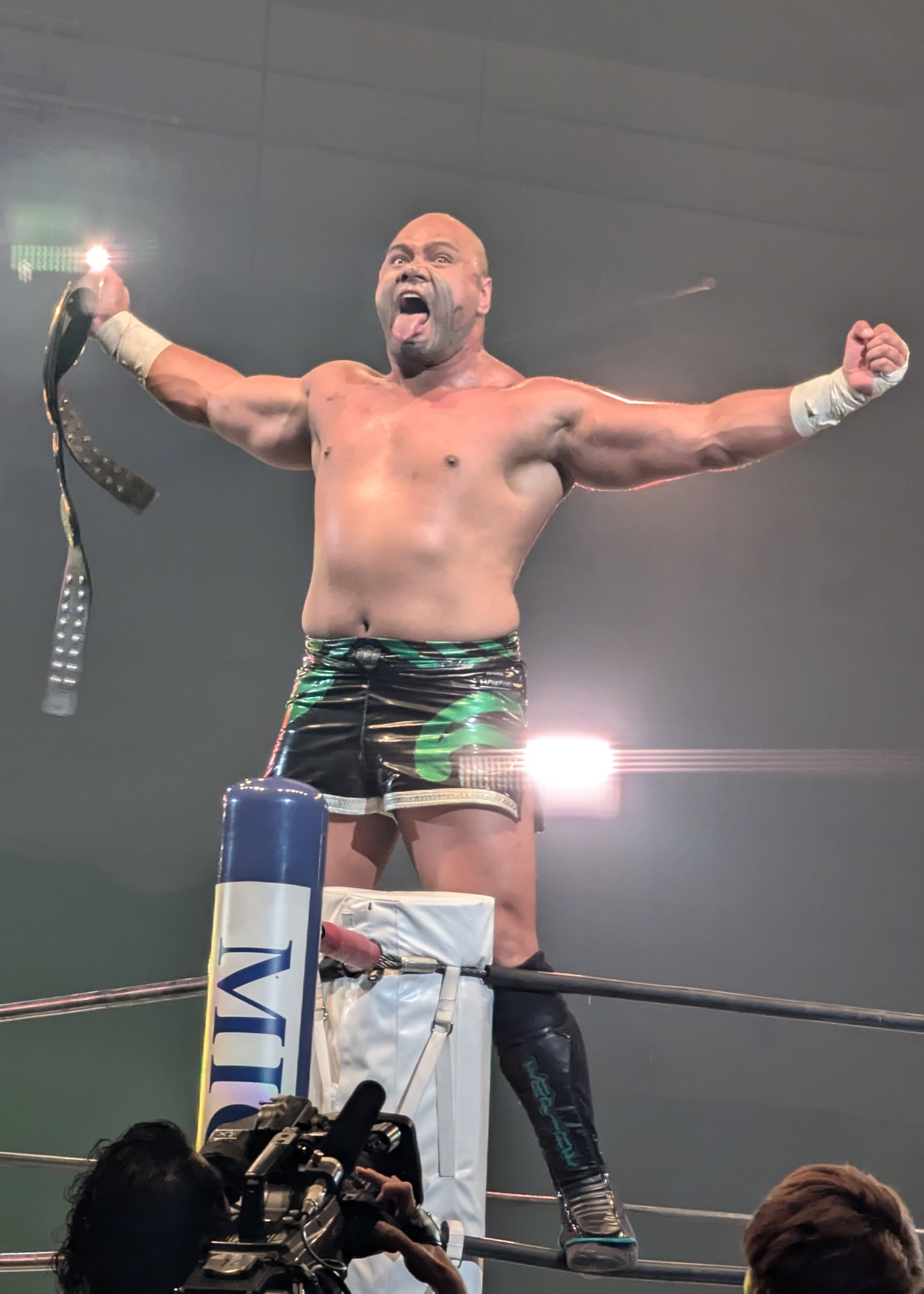
第104代 IWGPタッグ王座を奪取(2024-11-04)

- IWGPタッグ王座（第105代、パートナーはグレート-O-カーン）

インパクト・プロレスリング
- IPWニュージーランド・タッグ王座[8]
- アルマゲドンカップ優勝（2010年）[8]

## 入場テーマ曲
- ROAR - the war cry（デビュー時から使用）
- The Ultimate Weapon（UNITED EMPIRE加入以来使用）
- Kai Tangata（UNITED EMPIRE加入以来使用）